# Komosa wzniesiona
Komosa wzniesiona, komosa sztywna, komosa prążkowana (Chenopodium strictum Roth.) – gatunek rośliny jednorocznej zaliczany w różnych systemach klasyfikacyjnych do rodziny komosowatych lub szarłatowatych.

## Rozmieszczenie geograficzne
Rodzimy obszar jego występowania to Azja Środkowa. W Europie po raz pierwszy jego występowanie odnotowano w XIX wieku, w Polsce w Toruniu w 1891 roku. Rozprzestrzenił się głównie w okresie II wojny światowej i potem, na gruzowiskach powstałych podczas działań wojennych. Obecnie w Ameryce Północnej, Europie i Azji jest szeroko rozprzestrzeniony, występuje także w niektórych regionach Afryki i Ameryki Południowej. W Polsce jest gatunkiem obcego pochodzenia, obecnie dość częstym.

## Morfologia
PokrójMłode pędy są białomączyste, rzadko czerwono nabiegłe.
ŁodygaWzniesiona, o wysokości zazwyczaj do 80 cm, ale w dobrych warunkach nawet do 150 cm, podłużnie prążkowana, oliwkowozielona lub sinozielona, czasami czerwono nabiegła.
LiścieO długości do 7 cm, dolne rombowojajowate, górne wydłużone, lancetowate lub eliptyczne. Są ciemnozielone, ale ich brzegi mają czerwonofioletowe zabarwienie, są nieregularnie ząbkowane lub równe.
KwiatyKwiatostan złożony, wyrastający na łodyżkach w kątach liści. Drobne, zielonawe kwiaty, wyrastają w kłębikach, które z kolei tworzą wiechę lub kłos. Kwiaty promieniste, bez podkwiatków. Zbudowane są z 5 działek okwiatu, 1 słupka i 5 pręcików. Działki ciemnozielone z szerokim, białym obrzeżem, eliptyczne i zrośnięte nasadami.
OwocJednonasienne drobne orzechy otoczone żółtawym i zmięśniałym perykarpem. Zawierają mniej więcej okrągłe spłaszczone nasiono o średnicy do 1,2 mm. Jest ono czarne, lśniące, gładkie i posiada promieniste żyłki.
Gatunki podobneCzęsto jest nieodróżniana od komosy białej (Chenopodium album).

## Biologia i ekologia
RozwójRoślina jednoroczna. Kwitnie zwykle od czerwca do sierpnia, czasami od czerwca do października.
SiedliskoGłównie siedliska ruderalne: nieużytki, niezagospodarowane tereny miejskie, gruzowiska, tereny kolejowe, przemysłowe i portowe. Czasami występuje także na polach uprawnych jako chwast. Gatunek charakterystyczny dla zespołu roślinności Chenopodietum stricti.
GenetykaLiczba chromosomów 2n = 36 (54). Tworzy mieszańce z komosą białą (Chenopodium × pseudostriatum) i komosą kalinolistną.